# Novlene Williams-Mills
Novlene Hilaire Williams-Mills (Saint Ann, Jamaica, 26 april 1982) is een Jamaicaanse sprintster, die is gespecialiseerd in de 400 m en de 4 x 400 m estafette. Ze nam viermaal deel aan de Olympische Spelen en veroverde hierbij in totaal even zoveel medailles.

## Biografie

### Olympisch brons en ander eremetaal
Haar eerste internationale succes behaalde Williams-Mills bij de Pan-Amerikaanse Spelen van 2003 in Santa Domingo. Ze werd daar op de 400 m zesde en veroverde op de 4 x 400 m estafette met haar ploeggenotes zilver achter de Verenigde Staten. Een jaar later behaalde zij op ditzelfde onderdeel op de Olympische Spelen van Athene eveneens eremetaal; samen met haar teamgenotes Michelle Burgher, Nadia Davy en Sandie Richards werd het brons voor Jamaica, achter de Verenigde Staten en Rusland. Eerder was zij in de halve finale van de 400 m gestrand.
Een jaar later won ze op de wereldkampioenschappen in Helsinki met haar teamgenotes Shericka Williams, Ronetta Smith en Lorraine Fenton een zilveren medaille. Op de Gemenebestspelen 2006 werd het op de 400 m individueel brons.

### Ander eremetaal en opnieuw olympisch brons
In 2007 werd Novlene Williams op de WK in Osaka op de individuele 400 m derde in 49,66 s. In de finale van de 4 x 400 m estafette liep ze met Shericka Williams, Shereefa Lloyd en Davita Prendergast een Jamaicaans record van 3.19,73, dat bovendien goed genoeg was voor een tweede plaats. Op de Olympische Spelen van 2008 in Peking won ze met haar teamgenotes Shereefa Lloyd, Rosemarie Whyte en Shericka Williams, net als vier jaar eerder, een bronzen medaille op de 4 x 400 m estafette. Met een tijd van 3.20,40 eindigde ze met haar team achter de estafetteploegen uit de Verenigde Staten (goud; 3.18,54) en Rusland (zilver; 3.18,82). Individueel werd ze op de 400 m uitgeschakeld in de halve finale met een tijd van 51,06.

### Voor de derde maal olympisch brons
Op de Olympische Spelen van 2012 in Londen nam Williams deel aan de 400 m en de 4 x 400 m estafette. Op 400 m plaatste ze zich via de series (50,88) en de halve finale (49,91) voor de finale. Daar finishte met 50,11 op een vijfde plaats. Bij het estafettelopen nam ze alleen in de finale deel. Met een tijd van 3.20,95 behaalde de Jamaicaanse estafetteploeg een bronzen medaille.

### Borstkanker
Bijna een jaar later, op 1 juli 2013, onthulde de Jamaicaanse in een interview in de Daily Mail, dat reeds op 25 juni 2012 bij haar borstkanker was geconstateerd. Zes dagen later won zij de Jamaicaanse trials en werd zij geslecteerd voor de Spelen in Londen, waar zij deelnam zonder dat zij haar teamgenotes over haar kwaal had geïnformeerd. Williams-Mills: "Toen ik op het podium stond heb ik mij wel afgevraagd, of ik ooit nog weer een race zou lopen." Drie dagen na de Spelen werd de tumor in haar borst verwijderd. In een volgende operatie liet zij daarna beide borsten verwijderen om het risico dat de ziekte zich opnieuw zou ontwikkelen, te minimaliseren. Op 18 januari onderging zij een laatste operatie. Willimas-Mills vergelijkt haar strijd met die van actrice Angelina Jolie, die een vergelijkbare ingreep liet uitvoeren.
Vier maanden na haar laatste operatie trad Novlene Williams-Mills weer in het strijdperk, om vervolgens op 23 juni haar zevende Jamaicaanse titel te veroveren en zich te kwalificeren voor de WK van Moskou. Daar wilde zij vooral lopen voor alle vrouwen die borstkanker hebben overleefd. "Om ze te laten zien dat zoiets nog steeds mogelijk is." Ze bereikte er op de 400 m de finale, waarin zij als achtste en laatste finishte.
Novlene Williams traint in Gainesville onder begeleiding van haar trainer Tom Jones. Ze is sinds 2007 getrouwd en voert sindsdien haar dubbele naam. Ze studeerde commerciële recreatie en ziekenhuismanagement aan de universiteit van Florida, waar zij in 2004 haar bachelorsopleiding voltooide. Haar hobby's zijn televisie, muziek en films.

## Titels
- Wereldkampioene 4 x 400 m - 2015
- Gemenebestkampioene 4 x 400 m - 2014
- Jamaicaans kampioene 400 m - 2006, 2007, 2008, 2009, 2010, 2012, 2013

## Persoonlijke records

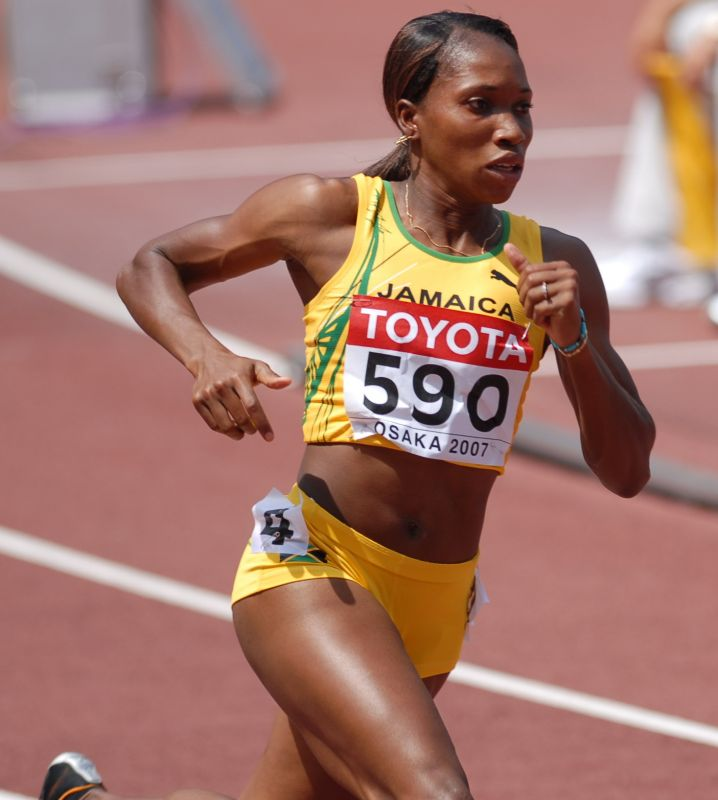
Novlene Williams-Mills tijdens de WK van 2007 in Osaka

Outdoor
| Onderdeel | Prestatie | Datum             | Plaats   |
| --------- | --------- | ----------------- | -------- |
| 200 m     | 23,25 s   | 17 juli 2010      | Velletri |
| 400 m     | 49,63 s   | 23 september 2006 | Shanghai |

Indoor
| Onderdeel | Prestatie | Datum         | Plaats |
| --------- | --------- | ------------- | ------ |
| 400 m     | 51,25 s   | 11 maart 2006 | Moskou |

## Prestaties

### 400 m
Kampioenschappen
- 2004: 3e in ½ fin. OS - 50,85 s (in serie 50,59 s)
- 2006: 5e WK indoor - 51,82 s
- 2006:  Jamaicaanse kamp. - 50,24 s
- 2006:  Gemenebestspelen - 51,12 s
- 2006:  Wereldatletiekfinale - 50,36 s
- 2006:  Wereldbeker - 50,24 s
- 2007:  WK - 49,66 s
- 2007:  Wereldatletiekfinale - 50,12 s
- 2008:  Wereldatletiekfinale - 51,30 s
- 2009: 4e WK - 49,77 s
- 2009:  Wereldatletiekfinale - 50,34 s
- 2010: DNF WK indoor
- 2011: 8e WK - 52,89 s
- 2012:  Jamaicaanse kamp. - 50,60 s
- 2012: 5e OS - 50,11 s
- 2013:  Jamaicaanse kamp. - 50,01 s
- 2013: 8e WK - 51,49 s (in ½ fin. 50,34 s)
- 2015: 6e WK - 50,47 s
- 2017: 8e WK - 51,48 s

Golden League-podiumplekken
- 2006:  Bislett Games – 51,15 s
- 2006:  Golden Gala – 49,65 s
- 2006:  Weltklasse Zürich – 50,58 s
- 2006:  Memorial Van Damme – 51,02 s
- 2006:  ISTAF – 51,03 s
- 2007:  Meeting Gaz de France – 50,29 s
- 2007:  Weltklasse Zürich – 50,85 s
- 2007:  Memorial Van Damme – 50,66 s
- 2008:  Golden Gala – 50,79 s
- 2008:  Weltklasse Zürich – 50,78 s
- 2009:  Meeting Areva – 50,39 s

Diamond League-podiumplekken
- 2010:  Qatar Athletic Super Grand Prix – 50,50 s
- 2010:  Bislett Games – 50,43 s
- 2010:  Athletissima – 50,04 s
- 2010:  British Grand Prix – 50,90 s
- 2011:  Bislett Games – 51,17 s
- 2011:  British Grand Prix – 50,85
- 2011:  Herculis – 50,61 s
- 2011:  Aviva London Grand Prix – 50,46 s
- 2011:  Memorial Van Damme – 50,72 s
- 2012:  Shanghai Golden Grand Prix – 50,00 s
- 2012:  Prefontaine Classic – 49,78 s
- 2012:  Adidas Grand Prix – 50,10 s
- 2012:  Meeting Areva – 49,95 s
- 2013:  Sainsbury's Grand Prix – 51,03 s
- 2013:  Athletissima – 50,87 s
- 2013:  DN Galan – 51,48 s
- 2014:  Shanghai Golden Grand Prix – 50,31 s
- 2014:  Prefontaine Classic – 50,40 s
- 2014:  Bislett Games – 50,06 s
- 2014:  Meeting Areva – 50,68 s
- 2014:  Glasgow Grand Prix – 50,60 s

### 4 x 400 m
- 2004:  OS - 3.22,00
- 2005:  WK - 3.23,29
- 2006: 5e WK indoor- 3.29,54
- 2006:  Wereldbeker - 3.19,84
- 2007:  WK - 3.19,73
- 2008:  OS - 3.20,40 (na DQ Rusland)
- 2009:  WK - 3.21,15
- 2010:  WK indoor - 3.28,49 (NR)
- 2011:  WK - 3.18,71 (NR)
- 2012:  OS - 3.20,95
- 2014:  Gemenebestspelen - 3.23,82
- 2015:  WK - 3.19,13
- 2016:  OS - 3.20,34
- 2017: DNF WK

1983: Walther, Busch, Koch, Rübsam ·
1987: Neubauer, Emmelmann, Schersing, Busch ·
1991: Ledovskaja, Dzjigalova, Nazarova, Bryzgina ·
1993: Torrence, Malone-Wallace, Kaiser-Brown, Miles-Clark ·
1995: Graham, Stevens, Jones, Miles-Clark ·
1997: Feller, Rohländer, Rücker, Breuer ·
1999: Tsjebykina, Gontsjarenko, Kotljarova, Nazarova ·
2001: Richards, Scott, Parris, Fenton ·
2003: Barber, Washington, Richards, Miles-Clark ·
2005: Petsjonkina, Krasnomovets, Antjoech, Pospelova ·
2007: Trotter, Felix, Wineberg, Richards ·
2009: Dunn, Felix, Demus, Richards ·
2011: Richards-Ross, Felix, Beard, McCorory ·
2013: Goesjtsjina, Firova, Ryzjova, Krivosjapka ·
2015: Day, Jackson, McPherson, Williams-Mills ·
2017: Hayes, Felix, Wimbley, Francis ·
2019: Francis, McLaughlin, Muhammad, Jonathas ·
2022: Diggs, Steiner, Wilson, McLaughlin ·
2023: Saalberg, Klaver, Peeters, Bol